# Torre de Lloris

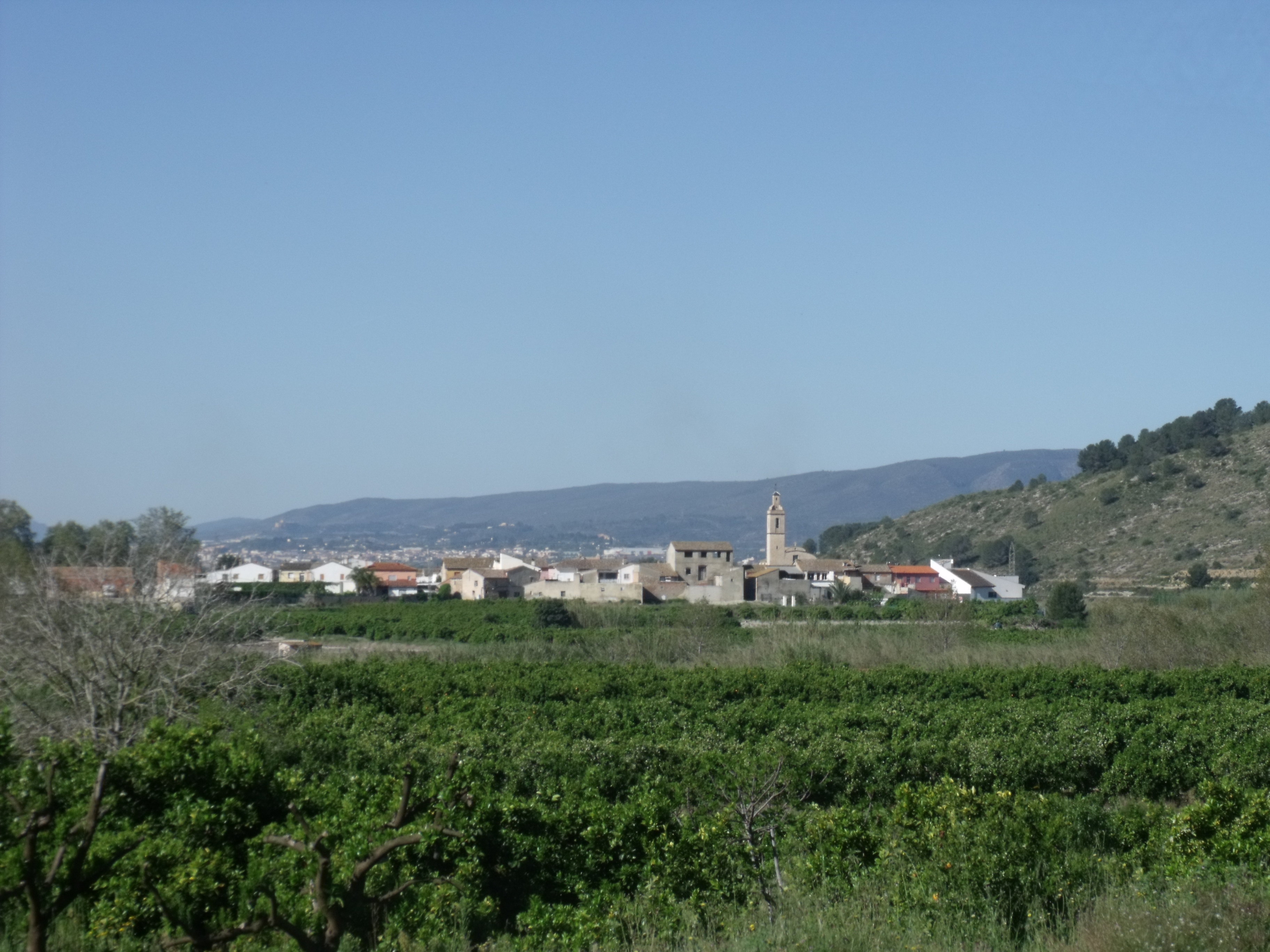
Vista general de la pedanía

La Torre de Lloris (en valenciano Torre d'en Lloris) es una pedanía de Játiva (Valencia) de la Comunidad Valenciana, España. En 2013 contaba con una población de 143 habitantes (INE).
Se encuentra situada a unos 4 km por carretera al noreste de Játiva, al lado del río Albaida. Fue agregado al municipio de Játiva en 1857.